# Olympic Maritime
Olympic Maritime war die Reederei von Aristoteles Onassis und existierte von 1952 bis in die 1990er Jahre.

## Geschichte

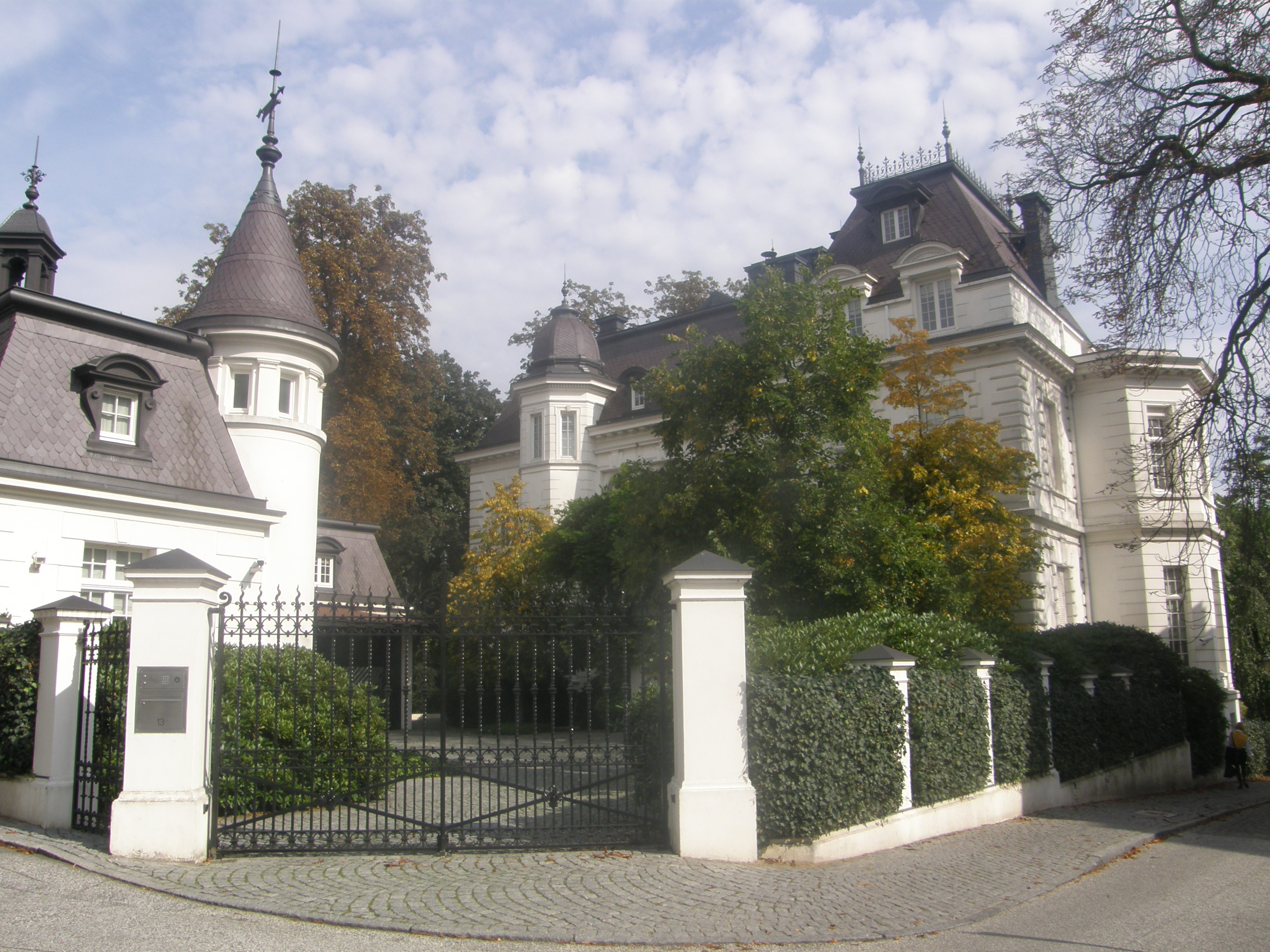
Die Villa Beit, Sitz der Olympic Maritime AG am Harvestehuder Weg in Hamburg

Die Olympic Maritime wurde 1952 in Paris gegründet und von Monaco aus geführt, die deutsche Tochtergesellschaft Olympic Maritime AG hatte ihren Sitz in Hamburg. Das dortige Gebäude wurde 1952 von Cäsar Pinnau restauriert. Von 1951 bis 1955 war der Ingenieur Paul Naß für die Olympic Maritime tätig und initiierte den Neubau von über 20 Großtankern, die vornehmlich in Deutschland in Auftrag gegeben wurden, anschließend wurde er von der Lübecker Flender-Werke AG als Direktor abgeworben. Ein weiterer Geschäftszweig war in den Jahren 1954 bis 1956 die Bereederung von Onassis’ Walfangflotte, die zuvor durch die Erste Deutsche Walfang-Gesellschaft (EDWG) in Hamburg durchgeführt wurde.
1975 hatte das Unternehmen 45 Tanker, die unter liberianischer Flagge fuhren. Bis 1977 wurde das Unternehmen von Christina Onassis geführt, anschließend von Louis Anderson.
Als in den 1990er Jahren die Geschäftssparte der Alexander-Onassis-Stiftung neu ausgerichtet wurde, ging die Gesellschaft in die Olympic Shipping & Management SA mit Sitz in Faliro auf. Diese betreibt noch 16 Schiffe unter griechischer Flagge und eines unter der Flagge der Marshall Islands.